# Emiel Roelants
Emiel Roelants (Antwerpen, 25 oktober 1902 – Bornem, 30 oktober 1949) was een Belgisch politicus voor het VNV.

## Levensloop
Hij was eigenaar van de mouterij Roelants, een restant van de voormalige Brouwerij Velsen. 
Hij werd verkozen op de kieslijst De Nieuwe Roos, een kartel van katholieken en het VNV. Op deze lijst waren o.a. Arthur Borms en Nest Van Achter actief. Bij de lokale verkiezingen van 1932 werd hij niet opnieuw verkozen, maar na de lokale stembusgang van 1938 kon hij opnieuw zijn gemeenteraadszitje bemachtigen. Hij werd aangesteld als oorlogsburgemeester te Bornem op 29 september 1941 en oefende dit mandaat uit tot 1944. In deze hoedanigheid volgde hij René Van Lint op.  Na de Tweede Wereldoorlog werd hij opgevolgd door Arthur Borms als burgemeester.
Na de bevrijding, tijdens de repressie, werd hij gearresteerd wegens collaboratie door de lokale weerstandsbeweging onder leiding van Arthur Borms en Walter De Maeyer.